# Кудрявцев Ничипор Лаврентійович

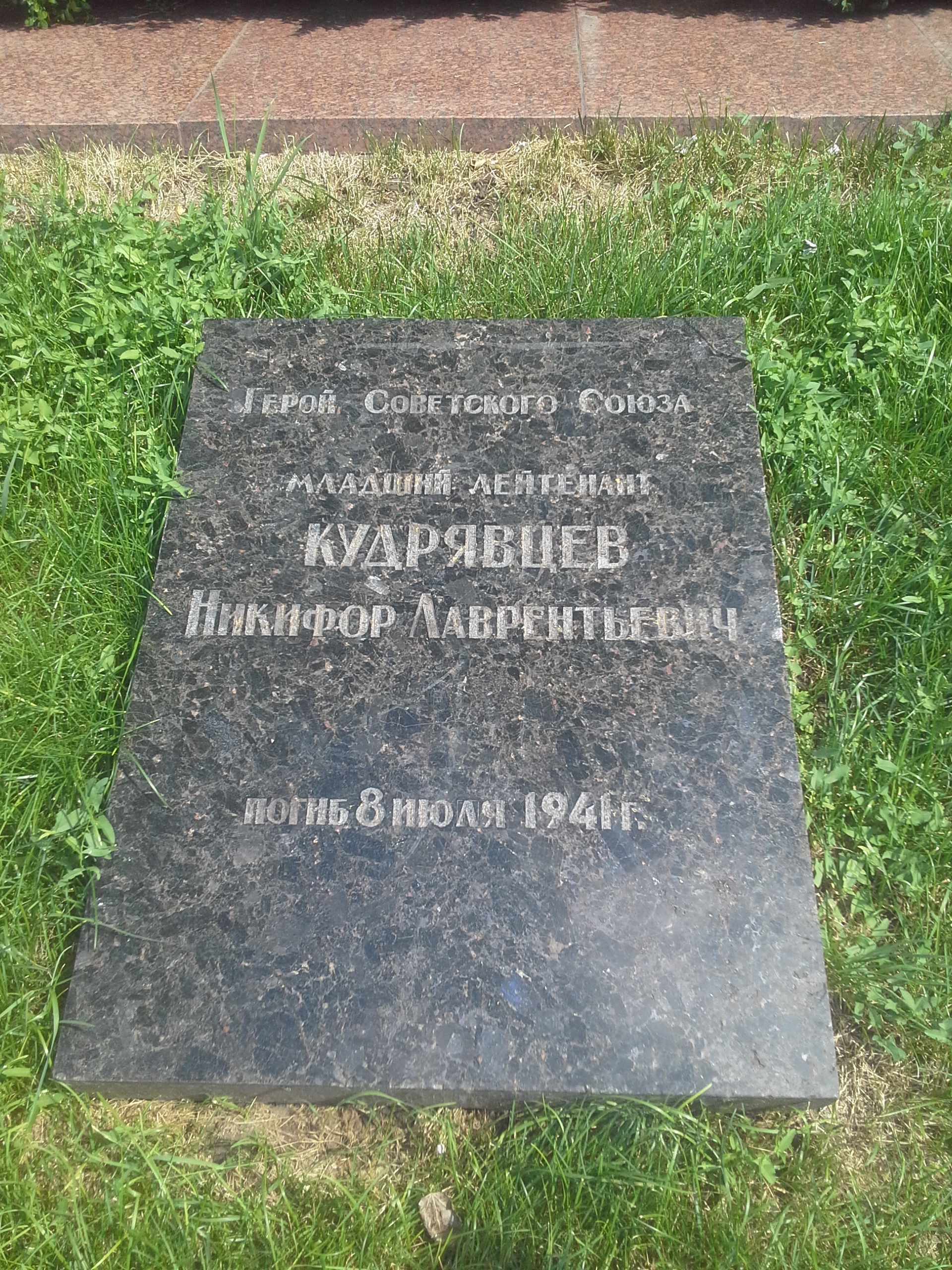
Могила Героя Радянського Союзу
Н. Л. Кудрявцева на Алеї Слави в Одесі

Ники́фір Лавре́нтійович Кудря́вцев (нар. 15 квітня 1915 — пом. 8 липня 1941) — молодший лейтенант, командир взводу 90-го стрілецького полку 95-ї стрілецької дивізії Червоної Армії, Герой Радянського Союзу (1941).

## Біографія
Кудрявцев Никифір Лаврентійович народився 15 квітня 1915 року в селі Плоске Бакшанської волості Балтського повіту Подільської губернії в селянській родині. Українець.
Після закінчення 7-річної школи вступив до агрономічного технікуму, який закінчив у 1932 році. Працював зоотехніком, головним бухгалтером Роздільнянської інкубаторної станції.
В 1936—1938 роках проходив службу в збройних силах Радянського Союзу. В 1940 році призваний вдруге. Пройшов курси удосконалення командного складу. Комуніст. Учасник Другої Світової війни з червня 1941 року. Воював на Південному фронті.
На початку липня 1941 року 95-та стрілецька дивізія стримувала наступ ворога в Молдавській РСР. Під час контратаки 8 липня 1941 року біля села Долна, Кудрявцев з бійцями свого взводу знищив близько сотні солдатів і офіцерів супротивника. Проте, в живих залишилось лише четверо бійців взводу. Серед загиблих був і Н. Л. Кудрявцев. Цей бій був першим і останнім для молодшого лейтенанта Кудрявцева.
Після війни відважного командира перепоховано на Алеї Слави в м. Одесі.

## Нагороди
Указом Президії Верховної Ради СРСР від 24 липня 1941 р. командиру взводу 90-го стрілецького полку 95-ї стрілецької дивізії молодшому лейтенанту Кудрявцеву Н. Л. надано звання Героя Радянського Союзу (посмертно).